# Rafael Bardají
Rafael Luis Bardají López (Badajoz, 1959) es un sociólogo, politólogo y político español, considerado como uno de los ideólogos del partido político español Vox.

## Biografía

### Orígenes
Nacido en Badajoz en 1959, es nieto de Luis Bardají López, quien ocupó el cargo de ministro de Instrucción Pública y Bellas Artes en 1935. Se licenció en Ciencias Políticas y Sociología por la Universidad Complutense de Madrid.

### Carrera política
Especializado en geoestrategia y política internacional, en 1987 funda el Grupo de Estudios Estratégicos. Su experiencia en este campo hizo que fuera nombrado representante del Instituto Español de Estudios Estratégicos (IEEE). 
Entre 1996 y 2004, formó parte del Gobierno de José María Aznar actuando como asesor ejecutivo de la Presidencia del Gobierno en materias de política internacional y terrorismo, acompañándole en dos visitas al presidente de los Estados Unidos George W. Bush. Además,  fue consejero del Ministerio de Defensa, primeramente con Eduardo Serra y, posteriormente, con Federico Trillo-Figueroa. Se le considera el ideólogo de la intervención española en la invasión de Irak de 2003. En 2004, asumió el cargo de subdirector de Investigación y Análisis del Real Instituto Elcano, así como el puesto de director de Política Internacional de la Fundación para el Análisis y los Estudios Sociales (FAES). Mantuvo esta posición hasta 2016. Fue impulsor durante septiembre de 2010 del registro de la fundación sionista Friends of Israel Initiative (FOII), junto a Pablo Casado y Carlos Bustelo.
A partir de 2016, colaboró con organizaciones neoconservadoras en los Estados Unidos. Asimismo, estableció relaciones con miembros del Partido Republicano, entre ellos Steve Bannon, jefe de campaña del presidente Donald Trump.
En 2018, se dio de baja en el Partido Popular para incorporarse al partido político Vox, en el que ha sido el principal canal que ha puesto en contacto a los dirigentes de Vox con el entorno neoconservador estadounidense.
En el año 2019, se incorporó al consejo de administración de Explosivos Alaveses (Expal), empresa dedicada a la fabricación de armas y municiones.